# 馬里亞托
馬里亞托（西班牙語：Mariato），是巴拿馬的城鎮，位於該國中西部，由貝拉瓜斯省的馬里亞托區負責管轄，面積75.3平方公里，海拔高度58米，2010年人口2,376，人口密度每平方公里31.6人。